# Shannon Sharpe
Shannon Sharpe (* 26. Juni 1968 in Chicago, Illinois) ist ein ehemaliger US-amerikanischer American-Football-Spieler. Er spielte Tight End bei den Denver Broncos und Baltimore Ravens in der National Football League (NFL).

## College
Sharpe wuchs in bescheidenen Verhältnissen bei seiner Großmutter in Georgia zusammen mit seinem älteren Bruder Sterling Sharpe auf, einem späteren Wide Receiver der Green Bay Packers. Er besuchte in Glennville die High School und spielte dort als Wide Receiver. 1987 erhielt der hervorragende Leichtathlet/Dreispringer ein Stipendium der Savannah State University in Savannah, Georgia und spielte dort neben Football auch  Basketball.

## Profizeit
In der NFL Draft 1990 wurde Sharpe von den Broncos in der siebten Runde an 192. Stelle gezogen. Der späte Draftpick ist normalerweise ein Indiz für eine kurze Profikarriere, Sharpe sollte sich aber trotzdem durchsetzen. Nach seinem ersten Profijahr wurde er aufgrund seiner athletischen Fähigkeiten von seinem Coach Dan Reeves zum Tight End umgeschult. Seine Fangsicherheit, Schnelligkeit, seine Fähigkeit für seine Mitangreifer den Weg in die gegnerische Endzone freizublocken, machten ihn zu einem der erfolgreichsten Tight Ends der NFL Geschichte. Insbesondere Quarterback John Elway, aber auch später Trent Dilfer, Quarterback der Ravens, profitierten von seiner Fähigkeit selbst schwierige Pässe zu fangen. Im Laufe seiner Karriere steigerte Sharpe seine statistischen Leistungen mehrfach und erzielte in 203 Spielen während der regular Season insgesamt 62 Touchdowns. Mit seinen 815 gefangenen Pässen erzielte er einen Raumgewinn von 10.060 Yards.
Im Jahr 1998, mittlerweile hatte Mike Shanahan das Amt eines Cheftrainers bei den Broncos übernommen, konnte Sharpe mit seiner Mannschaft den Super Bowl XXXII gegen die Green Bay Packers unter Coach Mike Holmgren mit Quarterback Brett Favre mit 31:24 gewinnen. 1999 war er wiederum Mitglied der Broncos-Mannschaft, die in Super Bowl XXXIII mit einem 34:19-Sieg gegen die Atlanta Falcons ihren Titel erfolgreich verteidigen konnte. In den Jahren 2000 und 2001 lief Sharpe für die Ravens auf und konnte im Jahr 2001 erneut einen Super Bowl gewinnen. Super Bowl XXXV ging mit 34:7 gegen die New York Giants an die Mannschaft aus Baltimore. In den Jahren 2002 und 2003 lief er nochmals für die Broncos auf und beendete danach seine Laufbahn.
Sharpe war aber nicht nur wegen seiner sportlichen Leistungen berühmt. Immer wieder machte er durch beleidigende Reden gegenüber Gegenspielern oder gegnerischen Mannschaften auf sich aufmerksam und war daher nicht bei allen Spielern der NFL respektiert, zumal er derartige Aussagen auch vor laufenden Fernsehkameras machte.

## Ehrungen
Sharpe spielte achtmal im Pro Bowl, dem Abschlussspiel der besten Spieler einer Saison. Er ist Mitglied des National Football League 1990s All-Decade Team. Er wurde 2011 in die Pro Football Hall of Fame aufgenommen, nachdem er bereits 2009 für diese nominiert wurde.
Zudem vergibt Savannah State University "seine" Nr. 2 nicht mehr.

## Nach der Karriere
Sharpe ist seit 2016 neben Skip Bayless Co-Moderator der Talkshow Skip and Shannon: Undisputed beim US-amerikanischen Sender Fox Sports 1. Er lebt in Los Angeles.

## Quelle
- Jens Plassmann: NFL – American Football. Das Spiel, die Stars, die Stories (= Rororo 9445 rororo Sport). Rowohlt, Reinbek bei Hamburg 1995, ISBN 3-499-19445-7.